# Hiersac
Hiersac is een gemeente in het Franse departement Charente (regio Nouvelle-Aquitaine). De plaats maakt deel uit van het arrondissement Angoulême. Hiersac telde op 1 januari 2022 1.150 inwoners.

## Geografie
De oppervlakte van Hiersac bedroeg op 1 januari 2022 7,36 vierkante kilometer; de bevolkingsdichtheid was toen 156,3 inwoners per km².
De onderstaande kaart toont de ligging van Hiersac met de belangrijkste infrastructuur en aangrenzende gemeenten.

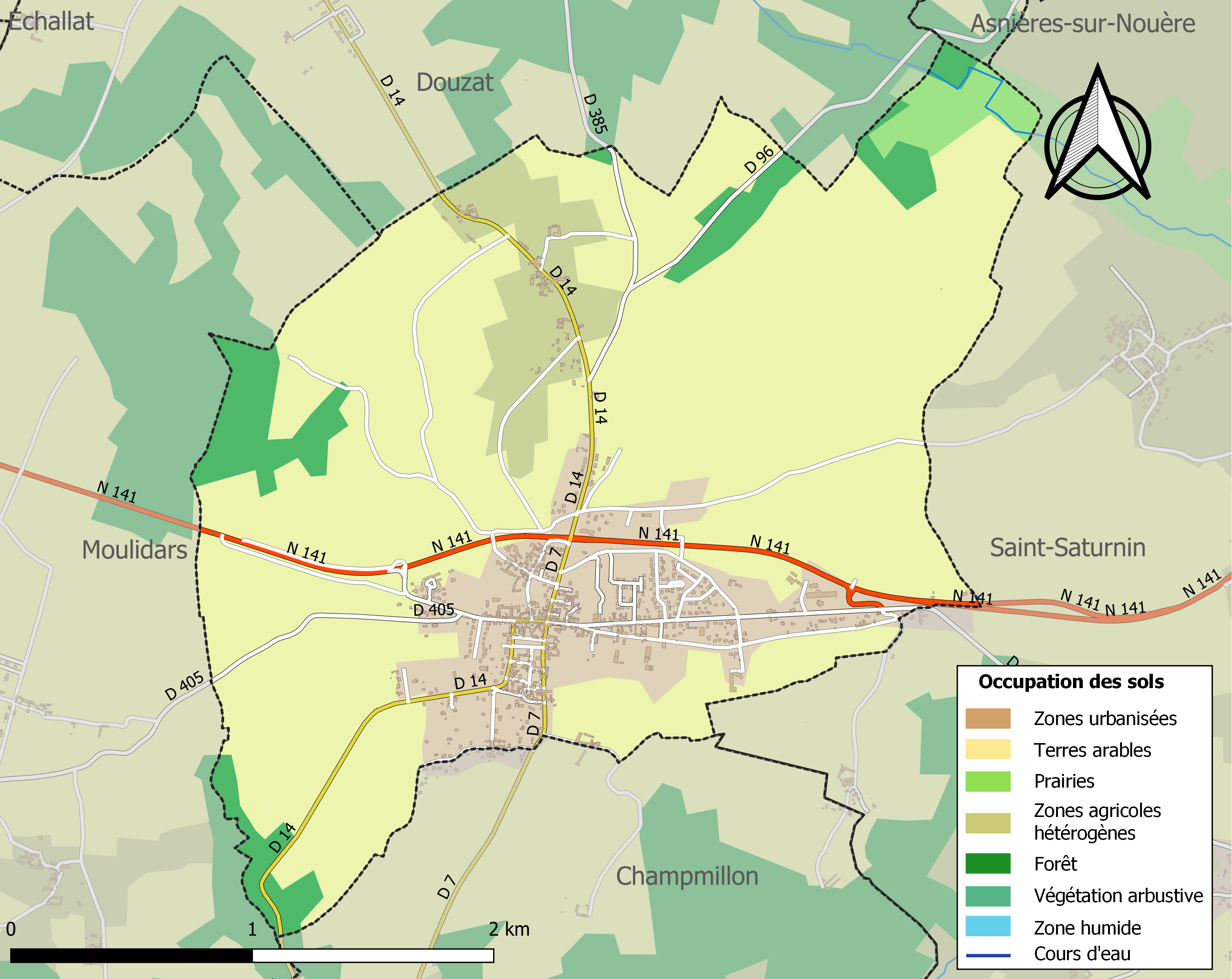

## Demografie
Onderstaande figuur toont het verloop van het inwonertal (bron: INSEE-tellingen).